# Творищі
Творищі (рос. Творищи) — присілок в Мосальському районі Калузької області Російської Федерації.
Населення становить 11 осіб. Входить до складу муніципального утворення Село Боровенськ.

## Історія
Від 2004 року входить до складу муніципального утворення Село Боровенськ.

## Населення
| 2002 | 2010 |
| ---- | ---- |
| 23   | ↘11  |